# Dreifrankenstein
La Dreifrankenstein est une borne frontière de Bavière, en Allemagne, qui marque le tripoint entre les districts de Basse, Moyenne et Haute Franconie.
À la suite des réformes régionales de 1972, la limite entre ces districts a été modifiée et il existe deux bornes distinctes, l'ancienne Dreifrankenstein et la nouvelle Dreifrankenstein, à 7 km au sud-est.

## Étymologie
Le terme Dreifrankenstein signifie en allemand « pierre des trois Franconies ».

## Ancienne Dreifrankenstein
Érigée en 1892, l'ancienne Dreifrankenstein (en allemand, Alter Dreifrankenstein) est une colonne de grès de 135 cm de haut. Elle est située dans les bois sur le territoire de Sandhügel, à plusieurs centaines de mètres à l'ouest de Kleinbirkach, sur le territoire de la ville d'Ebrach (49° 47′ 32″ N, 10° 28′ 01″ E).

## Nouvelle Dreifrankenstein

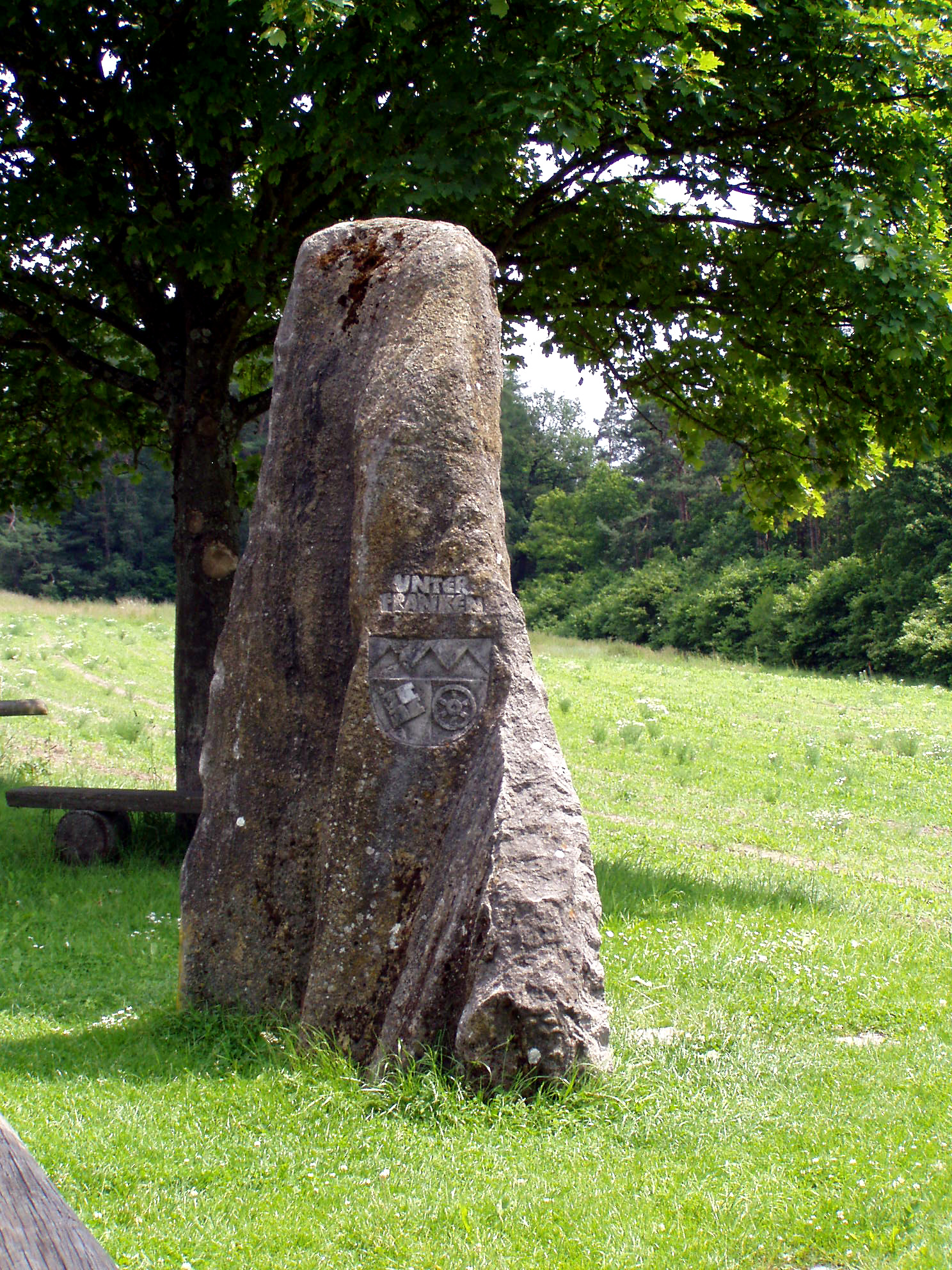
La nouvelle Dreifrankenstein, portant les armoiries de Basse-Franconie.

La nouvelle Dreifrankenstein (en allemand, Neuer Dreifrankenstein) est érigée en 1979, à la suite de la modification des limites régionales datant de 1972. Il s'agit d'un bloc erratique en Muschelkalk, de 280 cm de haut. Elle est située sur une butte du Steigerwald, au sud-ouest de Heuchelheim (Schlüsselfeld, Haute-Franconie), au nord-ouest de Freihaslach (Burghaslach, Moyenne-Franconie) et à l'est de Sixtenberg (Geiselwind, Basse-Franconie).
Les armoiries de chacun des trois districts sont gravés sur trois côtés de la pierre.